# Cuscomys oblativa
Cuscomys oblativa és una espècie de mamífer rosegador de la família dels abrocòmids. És endèmica del Perú. Quan fou descoberta, només se la coneixia a partir de dos cranis trobats a tombes inques a Machu Picchu del segle XVII, per la qual cosa es cregué que estava extinta. Tanmateix, a finals del 2009 es prengueren fotografies que semblaven mostrar exemplars vivents d'aquesta espècie, fet confirmat el 2014.